# Isodontia
Isodontia är ett släkte av bin. Isodontia ingår i familjen grävsteklar.

## Bildgalleri

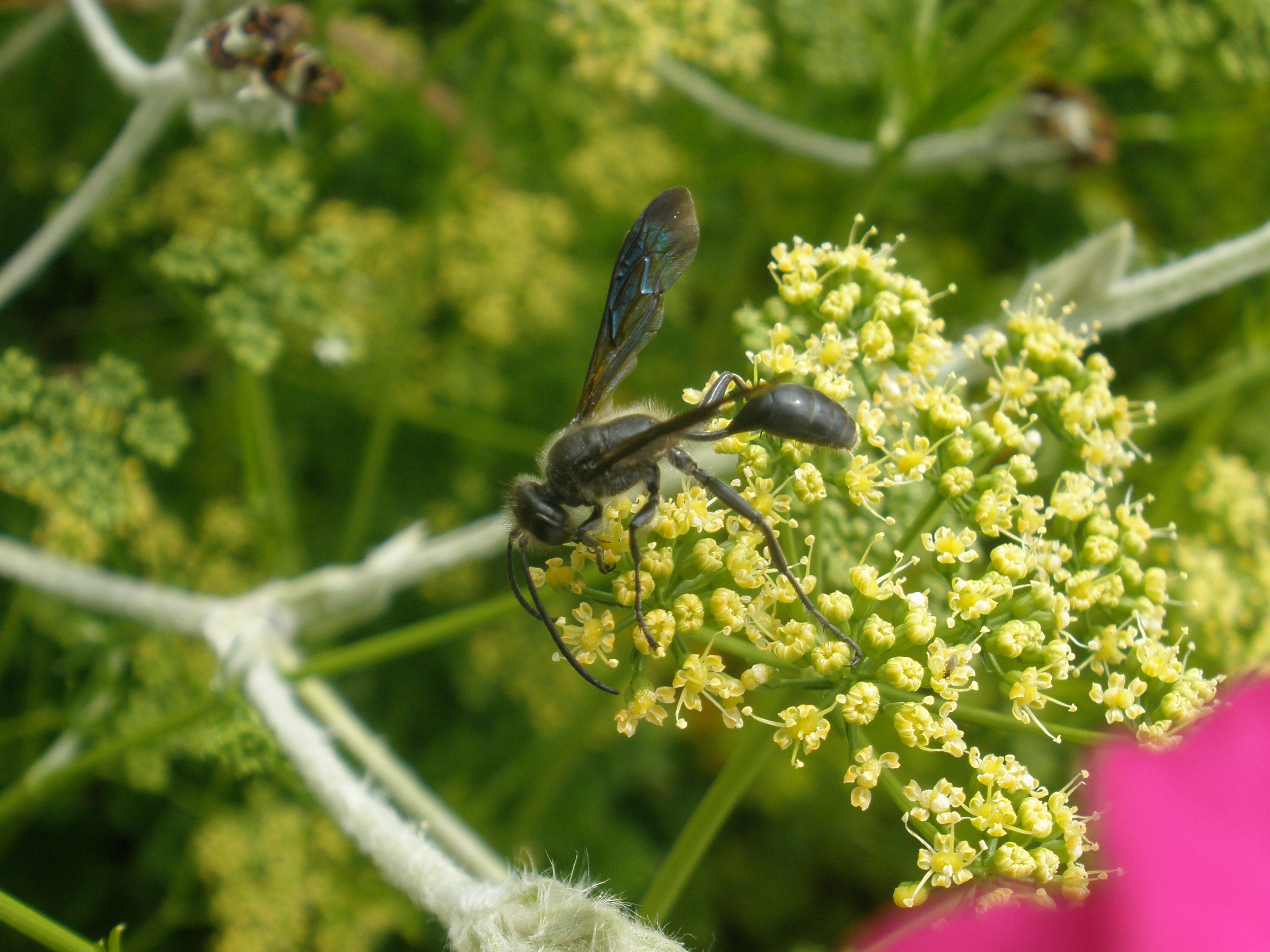

## Dottertaxa tillIsodontia, i alfabetisk ordning[1]
- Isodontia albata
- Isodontia alvarengai
- Isodontia apicalis
- Isodontia apicata
- Isodontia aurifrons
- Isodontia auripes
- Isodontia auripygata
- Isodontia azteca
- Isodontia bastiniana
- Isodontia boninensis
- Isodontia bruneri
- Isodontia capillata
- Isodontia cellicula
- Isodontia cestra
- Isodontia chrysorrhoea
- Isodontia costipennis
- Isodontia cyanipennis
- Isodontia delicata
- Isodontia diodon
- Isodontia dolosa
- Isodontia edax
- Isodontia egens
- Isodontia elegans
- Isodontia elsei
- Isodontia exornata
- Isodontia formosicola
- Isodontia franzi
- Isodontia fuscipennis
- Isodontia guaranitica
- Isodontia harmandi
- Isodontia immaculata
- Isodontia jaculator
- Isodontia laevipes
- Isodontia leonina
- Isodontia longiventris
- Isodontia maidli
- Isodontia mexicana
- Isodontia nidulans
- Isodontia nigella
- Isodontia nigelloides
- Isodontia obscurella
- Isodontia ochroptera
- Isodontia paludosa
- Isodontia papua
- Isodontia paranensis
- Isodontia pelopoeiformis
- Isodontia pempuchi
- Isodontia permutans
- Isodontia petiolata
- Isodontia philadelphica
- Isodontia pilipes
- Isodontia poeyi
- Isodontia praslinia
- Isodontia sepicola
- Isodontia severini
- Isodontia simoni
- Isodontia sonani
- Isodontia splendidula
- Isodontia stanleyi
- Isodontia vidua
- Isodontia visseri